# Ischiopsopha violacea
Ischiopsopha violacea är en skalbaggsart som beskrevs av Oliver Erichson Janson 1917. Ischiopsopha violacea ingår i släktet Ischiopsopha och familjen Cetoniidae. Inga underarter finns listade i Catalogue of Life.